# 托雷诺瓦
托雷诺瓦（義大利語：Torrenova），是意大利西西里大区墨西拿廣域市的一个市镇。总面积12.98平方公里，人口4160人，人口密度320.5人/平方公里（2009年）。ISTAT代码为083108。